# 松籟社
株式会社松籟社（しょうらいしゃ）は、日本の出版社である。現代思想・社会学・外国文学などの人文系専門書を発行している出版社として知られる。1974年創業。

## 主な出版物

### 現代思想・哲学系
- アルフレッド・ノース・ホワイトヘッド著『ホワイトヘッド著作集』（第1巻『初期数学論文集』～第15巻『科学・哲学論集（下）』）
- アントニオ・ネグリ著『構成的権力』
- フェリックス・ガタリ著『闘走機械』
- ジャン＝リュック・ナンシー著『哲学の忘却』『神的な様々の場』『共同-体(コルプス)』『声の分割（パルタージュ）』『ナチ神話』『共出現』『訪問』『映画の明らかさ アッバス・キアロスタミ』『複数にして単数の存在』
- ユルゲン・ハーバーマス著『新たなる不透明性』

### 文学作品
- ロベルト・ムージル著『ムージル著作集（全9巻）』
- ハインリヒ・ハイネ著『ハイネ散文作品集（全5巻）』
- ゴットフリート・ケラー著『ケラー作品集（全5巻）』
- ダニロ・キシュ著『砂時計』
- ボフミル・フラバル著『あまりにも騒がしい孤独』
- ハインリヒ・マン著『ウンラート教授』
- クラスナホルカイ・ラースロー著『北は山、南は湖、西は道、東は川』
- 梶山季之著『黒の試走車』
- 想像するラテンアメリカ - ラテンアメリカ文学の叢書。
- 東欧の想像力 - 東欧文学の叢書。

### 文化・社会
- 野村浩也編著『植民者へ――ポストコロニアリズムという挑発』
- 狩谷あゆみ編著『不埒な希望』
- 石橋純著『太鼓歌に耳をかせ』
- クリス・シュート著『義務教育という病い』
- 中根光敏ほか著『社会学に正解はない』
- 上杉孝實、前平泰志、山本左惠子 編著『生涯学習と計画』

### 大阪・京都の歴史
- 瀬川芳則著『楽しい古墳めぐり』『楽しい古代寺院めぐり』
- 鉄川精ほか著『淀川』
- 加地宏江ほか著『中世の大阪』
- 石部正志編著『河内飛鳥を訪ねてみよう』

### 市民活動
- 塩谷治ほか著『ゆびで聴く―盲ろう青年福島智君の記録』
- 日本青年奉仕協会編『1年間ボランティア計画』

### その他
- 紀田順一郎著『幻想と怪奇の時代』『戦後創成期ミステリ日記』『書林探訪』『読書三到』
- 梶山季之資料室編『梶山季之と月刊「噂」』
- 木庭宏著『ハイネとユダヤの問題』『民族主義との闘い』『神とたたかう者』『ハイネとオルテガ』『ハイネとベルネ』『ハイネのおしゃべりな身体（からだ）』『日曜日の蝶たち』